# 两河口镇 (喜德县)
两河口镇，是中华人民共和国四川省凉山彝族自治州喜德县下辖的一个乡镇级行政单位。

## 行政区划
两河口镇下辖以下地区：
两河口村、补曲洛村、斯果觉村、红星村、火觉莫村、三合村、洛甘村、洛各村、瓦库村、甘多村、波振村、瓦尔西总村、红岩村和觉钉村。